# Dom Silvério
Dom Silvério es un municipio brasileño del estado de Minas Gerais. Su población estimada en 2004 era de 4.791 habitantes.